# Vehkajärvi (sjö i Satakunta, Finland)
Vehkajärvi är en sjö i Finland. Den ligger i kommunen Siikais i landskapet Satakunta, i den sydvästra delen av landet, 250 km nordväst om huvudstaden Helsingfors. Vehkajärvi ligger 52 meter över havet. Arean är 6,9 hektar och strandlinjen är 1,06 kilometer lång. Sjön  ingår i Karvia å huvudavrinningsområde. 